# Яснопільська сільська рада
Яснопі́льська сільська́ ра́да — колишня адміністративно-територіальна одиниця та орган місцевого самоврядування в Березівському районі Одеської області. Адміністративний центр — село Яснопілля.

## Загальні відомості
Яснопільська сільська рада утворена в 1965 році.
- Територія ради: 63,85 км²
- Населення ради: 726 осіб (станом на 2001 рік)

## Населені пункти
Сільській раді підпорядковані населені пункти:
- с. Яснопілля
- с. Кудрявка
- с. Новогригорівка

## Населення
Згідно з переписом 1989 року населення сільської ради становило 1345 осіб, з яких 599 чоловіків та 746 жінок.
За переписом населення 2001 року в сільській раді мешкало 726 осіб.

### Мова
Розподіл населення за рідною мовою за даними перепису 2001 року:
| Мова       | Відсоток |
| ---------- | -------- |
| українська | 82,78 %  |
| російська  | 14,19 %  |
| молдовська | 1,24 %   |
| вірменська | 0,83 %   |
| гагаузька  | 0,83 %   |

## Склад ради
Рада складається з 16 депутатів та голови.
- Голова ради: Бучинська Анатоніна Іванівна

### Керівний склад попередніх скликань
| Прізвище, ім'я, по батькові  | Основні відомості                                                                       | Дата обрання | Дата звільнення |
| ---------------------------- | --------------------------------------------------------------------------------------- | ------------ | --------------- |
| Гошта Діна Іванівна          | Сільський голова, 1955 року народження, освіта середня спеціальна, позапартійна         | 26.03.2006   | 31.10.2010      |
| Гошта Діна Іванівна          | Сільський голова, 1955 року народження, освіта середня спеціальна, член Партії регіонів | 31.10.2010   | 14.03.2014      |
| Бучинська Анатоніна Іванівна | Сільський голова, 1973 року народження, освіта вища, позапартійна                       | 26.10.2014   |                 |

Примітка: таблиця складена за даними сайту Верховної Ради України

### Депутати
За результатами місцевих виборів 2010 року депутатами ради стали:

#### За суб'єктами висування
| Суб'єкт висування           | Кількість обраних депутатів | %    |
| --------------------------- | --------------------------- | ---- |
| Партія регіонів             | 10                          | 62,5 |
| Комуністична партія України | 3                           | 18,8 |
| Самовисування               | 3                           | 18,8 |

#### За округами
| № округу                    | Прізвище, ім'я, по батькові     | Дата визнання обраним | Освіта             | Партійна приналежність             | Відомості про обраного депутата                            |
| --------------------------- | ------------------------------- | --------------------- | ------------------ | ---------------------------------- | ---------------------------------------------------------- |
| Комуністична партія України |                                 |                       |                    |                                    |                                                            |
| 1                           | Дудак Тетяна Петрівна           | 05.11.2010            | вища               | позапартійна                       | Кудрявська загальноосвітня школа, вчитель                  |
| 5                           | Шульц Олег Вікторівна           | 05.11.2010            | середня            | позапартійна                       | Кудрявська загальноосвітня школа, вчитель                  |
| 6                           | Шульц Любов Олексіївна          | 05.11.2010            | середня            | позапартійна                       | фельдшерсько-акушерський пункт Кудрявка, молодша медсестра |
| Партія регіонів             |                                 |                       |                    |                                    |                                                            |
| 2                           | Станчін Олександр Миколайович   | 05.11.2010            | середня            | член Партії регіонів               | ТОВ «Кранц», механізатор                                   |
| 3                           | Войтович Юлія Степанівна        | 05.11.2010            | вища               | член Партії регіонів               | Кудрявська загальноосвітня школа, вчитель                  |
| 4                           | Шпет Світлана Вікторівна        | 05.11.2010            | вища               | член Партії регіонів               | ТОВ «Кранц», бухгалтер                                     |
| 7                           | Канчуга Андрій Григорович       | 05.11.2010            | середня            | позапартійний                      | приватний підприємець                                      |
| 8                           | Бадовський Борис Петрович       | 05.11.2010            | середня            | член Партії регіонів               | приватний підприємець                                      |
| 11                          | Тельпіш Олексій Петрович        | 05.11.2010            | середня спеціальна | позапартійний                      | тимчасово не працює                                        |
| 12                          | Соколенко Мар'яна Ігорівна      | 05.11.2010            | середня спеціальна | член Партії регіонів               | Яснопільська загальноосвітня школа, вчитель                |
| 14                          | Бучинська Антоніна Іванівна     | 05.11.2010            | середня спеціальна | член Партії регіонів               | Яснопільська сільська рада, секретар                       |
| 15                          | Матвіїшин Володимир Євгенійович | 05.11.2010            | середня спеціальна | член Партії регіонів               | тимчасово не працює                                        |
| 16                          | Гошта Микола Семенович          | 05.11.2010            | середня спеціальна | член Партії регіонів               | Яснопільська загальноосвітня школа, охоронець              |
| Самовисування               |                                 |                       |                    |                                    |                                                            |
| 9                           | Вандар Тетяна Назарівна         | 05.11.2010            | середня спеціальна | член Соціалістичної партії України | Яснопільське відділення зв'язку, начальник                 |
| 10                          | Войтович Сергій Іванович        | 05.11.2010            | середня            | позапартійний                      | тимчасово не працює                                        |
| 13                          | Самолюк Тетяна Анатолівна       | 05.11.2010            | вища               | позапартійна                       | Яснопільська загальноосвітня школа, директор               |